# یواس‌اس پی‌سی-۱۱۴۲
یواس‌اس پی‌سی-۱۱۴۲ (به انگلیسی: USS PC-1142) یک زیردریایی بود که طول آن ۱۷۴ فوت (۵۳ متر) بود. این زیردریایی در سال ۱۹۴۳ ساخته شد.